# チュンジー
チュンジー（象棋）は沖縄県の伝統的な遊戯である。中国から伝来したシャンチーが元になっており、駒の名称を除くとルールは概ね同じである。琉球象棋、沖縄象棋、沖縄将棋ともよばれる。

## 歴史
1453年以前に琉球に伝来したとされ、首里城跡からも象棋の駒が発見されている。旧久米村（現在の那覇市久米）で盛んであった。戦前までは愛好者は多かったが、戦後は競技人口が一時約30人にまで減少した。2011年に入門書が出版されるなど、近年普及が図られている。

## 規則
駒は赤と白で年長者が赤を持つ。

### 千日手の扱い
チュンジーでは千日手（同一局面の繰り返し）を仕掛けた方から変えなければならず、3回同一局面が現れた場合は仕掛けた方の負けとなる。チュンジーでは千日手を「シーケーサー」〈シー（する）+ ケーサー（返す）〉と呼ぶ。
シャンチーでは千日手には非常に複雑なルールがあり、チュンジーとの相違点になっている。

## 用語
| 用語   | チュンジー（琉球語） | シャンチー               |
| ------ | -------------------- | ------------------------ |
| 帥(將) | ヲー（王）           | すい/しょう、shuài/jiāng |
| 仕(士) | シー                 | し、shì                  |
| 相(象) | サン                 | ぞう/そう、xiàng         |
| 俥(車) | キー                 | しゃ/くるま、jū          |
| 傌(馬) | ウマ                 | うま、mǎ                 |
| 炮(砲) | ファー               | ほう、pào                |
| 兵(卒) | チク                 | へい/そつ、zú            |
| 棋子   | タマ                 | 駒、チィズ               |
| 九宮   | グスク（城）         |                          |
| 河     | カーラ               |                          |